# Ayanda Borotho
 (juin 2024).
Si vous disposez d'ouvrages ou d'articles de référence ou si vous connaissez des sites web de qualité traitant du thème abordé ici, merci de compléter l'article en donnant les références utiles à sa vérifiabilité et en les liant à la section « Notes et références ».
 (juin 2024).
La mise en forme du texte ne suit pas les recommandations de Wikipédia : il faut le « wikifier ».
Les points d'amélioration suivants sont les cas les plus fréquents :
- Les titres sont pré-formatés par le logiciel. Ils ne sont ni en capitales, ni en gras.
- Le texte ne doit pas être écrit en capitales (les noms de famille non plus), ni en gras, ni en italique, ni en « petit »…
- Le gras n'est utilisé que pour surligner le titre de l'article dans l'introduction, une seule fois.
- L'italique est rarement utilisé : mots en langue étrangère, titres d'œuvres, noms de bateaux, etc.
- Les citations ne sont pas en italique mais en corps de texte normal. Elles sont entourées par des guillemets français : « et ».
- Les listes à puces sont à éviter, des paragraphes rédigés étant largement préférés. Les tableaux sont à réserver à la présentation de données structurées (résultats, etc.).
- Les appels de note de bas de page (petits chiffres en exposant, introduits par l'outil «  Source ») sont à placer entre la fin de phrase et le point final[comme ça].
- Les liens internes (vers d'autres articles de Wikipédia) sont à choisir avec parcimonie. Créez des liens vers des articles approfondissant le sujet. Les termes génériques sans rapport avec le sujet sont à éviter, ainsi que les répétitions de liens vers un même terme.
- Les liens externes sont à placer uniquement dans une section « Liens externes », à la fin de l'article. Ces liens sont à choisir avec parcimonie suivant les règles définies. Si un lien sert de source à l'article, son insertion dans le texte est à faire par les notes de bas de page.
- La présentation des références doit suivre les conventions bibliographiques. Il est recommandé d'utiliser les modèles {{Ouvrage}}, {{Chapitre}}, {{Article}}, {{Lien web}} et/ou {{Bibliographie}}. Le mode d'édition visuel peut mettre en forme automatiquement les références.
- Insérer une infobox (cadre d'informations à droite) n'est pas obligatoire pour parachever la mise en page.

Pour une aide détaillée, merci de consulter Aide:Wikification.
Si vous pensez que ces points ont été résolus, vous pouvez retirer ce bandeau et améliorer la mise en forme d'un autre article.
 (juin 2024).
Ayanda Borotho, née le 13 janvier 1981, est une actrice sud-africaine et ancienne mannequin[réf. nécessaire]. Elle est surtout connue pour son rôle-titre dans le sitcom SABC 1 Nomzamo, où elle a remplacé Zinzile Zungu de 2007 à 2010. Phumelele Zungu dans Isibaya de Mzansi Magic.

## Début de la vie
Le 13 janvier 1981, Ayanda Borotho a été née dans le canton de Ntuzuma, près de la ville de Durban, dans la province du KwaZulu-Natal en Afrique du Sud. Elle a étudié au Brettonwood High School à Umbilo, Durban, où elle a reçu une formation en discours et théâtre. De 1999 à 2001, elle a suivi une formation en communications marketing intégrées à l'AAA School of Advertising avec une spécialisation en management stratégique des marques.

## Carrière
En 1999, elle a commencé sa carrière d'actrice en tant qu'écolière baby-sitting Thami dans le feuilleton SABC 1 Generations, une série télévisée sud-africaine. En 2000, elle a joué un mineur dans le film de Leon Schuster, Mr Bones. Elle a succédé à Zinzile Zungu en 2007 en tant que Nomzamo dans la deuxième saison de la sitcom SABC 1 Nomzamo. Ayanda a interprété le rôle de Busi dans la quatrième saison de la série dramatique SABC 1 Home Affairs en 2009. En 2013, Ayanda a joué le rôle de Phumelele dans la série télévisée IsiBaya de Mzansi Magic. Elle a interprété le personnage de Khethiwe dans une série dramatique télévisée sud-africaine Ambition en 2018. En 2022, l'actrice a été nommée Dr Busisiwe dans The Legacy de SABC 1 dans Generation. Dans Shaka Ilembe, elle est également la mère de la reine Nandi.

## Filmographie
| Année        | Film                                      | Rôle                           | Note        |
| ------------ | ----------------------------------------- | ------------------------------ | ----------- |
| 2009-2011    | Nomzamo                                   | Nomzamo Zuli                   |             |
| 2013 – 2020  | Isibaïa                                   | Phumelele Dlamini Zungu-Molefe |             |
| 2019         | Perdre Lérato                             | Modèle principal               |             |
| 2021-2021    | Blessures                                 | Agnès Ndamase                  | Séries TV   |
| 2022         | Shaka Inkosi YamaKhosi                    | Reine Nandi                    | Court       |
| 2022-2023    | Générations : l'héritage                  | Dr Busisiwe "NaMlambo"Dzedze   |             |
| 2023 juin 18 | Shaka iLembe                              | Mfunda                         | 5 épisodes  |
| 2023         | The River (série télévisée sud-africaine) | Zanemvula                      | 12 épisodes |
| 2023         | Sibongile et les Dlamini                  | Phetheni Dlamini               |             |

## Vie privée
Ayanda Ngubane est mariée à un médecin et elle a trois enfants. Elle a affirmé qu'elle suivait une « politique d'interdiction de l'anglais » à domicile. Sa maison est remplie de zoulou et de sotho.

## Distinctions
- Elle a été sélectionnée pour les MIPAD Awards[4].